# Alpiner Skiweltcup 1987/88
Die Saison 1987/88 des von der FIS veranstalteten Alpinen Skiweltcups begann am 26. November 1987 in Sestriere und endete am 27. März 1988 in Saalbach-Hinterglemm. Bei den Männern wurden 28 Rennen ausgetragen (10 Abfahrten, 4 Super-G, 6 Riesenslaloms, 8 Slaloms). Bei den Frauen waren es 26 Rennen (8 Abfahrten, 4 Super-G, 6 Riesenslaloms, 8 Slaloms). Dazu kamen je zwei Kombinationswertungen. Zusätzlich fanden vier Parallelslaloms statt. Diese zählten nur zum Nationencup, den die Schweiz mit vier Punkten Vorsprung auf Österreich gewann. Erstmals gab es keine Streichresultate.
Höhepunkt der Saison waren die Olympischen Winterspiele 1988 in Calgary.

## Weltcupwertungen

### Gesamt
| Rang | Name                   | Punkte |
| ---- | ---------------------- | ------ |
| 01.  | Pirmin Zurbriggen      | 310    |
| 02.  | Alberto Tomba          | 281    |
| 03.  | Hubert Strolz          | 190    |
| 04.  | Günther Mader          | 189    |
| 05.  | Marc Girardelli        | 142    |
| 06.  | Markus Wasmeier        | 138    |
| 07.  | Franck Piccard         | 123    |
| 08.  | Franz Heinzer          | 112    |
| 09.  | Peter Müller           | 109    |
| 10.  | Michael Mair           | 108    |
| 11.  | Rob Boyd               | 100    |
| 12.  | Helmut Mayer           | 078    |
| 13.  | Martin Hangl           | 076    |
| 14.  | Leonhard Stock         | 072    |
| 15.  | Daniel Mahrer          | 068    |
| 15.  | Felix McGrath          | 068    |
| 17.  | Rudolf Nierlich        | 067    |
| 18.  | Bernhard Gstrein       | 066    |
| 19.  | Felix Belczyk          | 065    |
| 20.  | Christophe Plé         | 059    |
| 21.  | Ingemar Stenmark       | 058    |
| 22.  | Frank Wörndl           | 055    |
| 23.  | Armin Bittner          | 052    |
| 23.  | Paul Frommelt          | 052    |
| 23.  | Danilo Sbardellotto    | 052    |
| 26.  | Hans Enn               | 051    |
| 27.  | Karl Alpiger           | 050    |
| 27.  | Jonas Nilsson          | 050    |
| 29.  | Hans Pieren            | 048    |
| 30.  | Lars-Börje Eriksson    | 046    |
| 31.  | Richard Pramotton      | 045    |
| 32.  | Grega Benedik          | 044    |
| 33.  | Tetsuya Okabe          | 042    |
| 33.  | Thomas Stangassinger   | 042    |
| 35.  | Joël Gaspoz            | 035    |
| 36.  | Carlo Gerosa           | 033    |
| 36.  | Donald Stevens         | 033    |
| 38.  | Ivano Camozzi          | 031    |
| 39.  | Gerhard Pfaffenbichler | 030    |
| 40.  | Anton Steiner          | 029    |

| Rang | Name                  | Punkte |
| ---- | --------------------- | ------ |
| 41.  | Peter Wirnsberger     | 27     |
| 42.  | Lars-Göran Halvarsson | 25     |
| 43.  | Tomaž Čižman          | 24     |
| 43.  | Dietmar Köhlbichler   | 24     |
| 43.  | Giorgio Piantanida    | 24     |
| 46.  | Armin Assinger        | 23     |
| 46.  | William Besse         | 23     |
| 46.  | Atle Skårdal          | 23     |
| 46.  | Brian Stemmle         | 23     |
| 50.  | Peter Roth            | 22     |
| 51.  | Bojan Križaj          | 21     |
| 52.  | Christian Orlainsky   | 20     |
| 52.  | Jan Einar Thorsen     | 20     |
| 54.  | Peter Dürr            | 19     |
| 55.  | Heinz Holzer          | 18     |
| 55.  | Oswald Tötsch         | 18     |
| 55.  | Andreas Wenzel        | 18     |
| 58.  | Mathias Berthold      | 17     |
| 58.  | Bernhard Fahner       | 17     |
| 58.  | Christian Gaidet      | 17     |
| 61.  | Luc Alphand           | 16     |
| 62.  | Igor Cigolla          | 15     |
| 62.  | Werner Perathoner     | 15     |
| 64.  | Daniel Moar           | 14     |
| 64.  | Jörgen Sundqvist      | 14     |
| 66.  | Luc Genolet           | 13     |
| 66.  | Steven Lee            | 13     |
| 66.  | Roland Pfeifer        | 13     |
| 69.  | Martin Bell           | 12     |
| 69.  | Helmut Höflehner      | 12     |
| 69.  | Peter Jurko           | 12     |
| 69.  | Giovanni Moro         | 12     |
| 69.  | Gustav Oehrli         | 12     |
| 69.  | Rok Petrovič          | 12     |
| 69.  | Robert Žan            | 12     |
| 76.  | Ole Kristian Furuseth | 11     |
| 76.  | Finn Christian Jagge  | 11     |
| 76.  | Denis Rey             | 11     |
| 79.  | Florian Beck          | 10     |
| 79.  | Berni Huber           | 10     |

| Rang | Name                   | Punkte |
| ---- | ---------------------- | ------ |
| 079. | Jeff Olson             | 10     |
| 079. | Philippe Verneret      | 10     |
| 083. | Torjus Berge           | 09     |
| 083. | Robbie Bosinger        | 09     |
| 083. | Michael Tritscher      | 09     |
| 086. | Paul Accola            | 08     |
| 086. | Guido Hinterseer       | 08     |
| 086. | Luca Pesando           | 08     |
| 086. | Hansjörg Tauscher      | 08     |
| 090. | Xavier Gigandet        | 07     |
| 090. | Walter Gugele          | 07     |
| 090. | Yves Tavernier         | 07     |
| 093. | Graham Bell            | 06     |
| 093. | Marián Bíreš           | 06     |
| 093. | Roberto Grigis         | 06     |
| 093. | Marco Tonazzi          | 06     |
| 097. | Luigi Colturi          | 05     |
| 097. | Willibald Zechner      | 05     |
| 099. | Didier Bouvet          | 04     |
| 099. | Shin’ya Chiba          | 04     |
| 099. | Robert Erlacher        | 04     |
| 099. | AJ Kitt                | 04     |
| 099. | Stephan Pistor         | 04     |
| 099. | Johan Wallner          | 04     |
| 105. | Jean-Daniel Délèze     | 03     |
| 105. | Konrad Kurt Ladstätter | 03     |
| 105. | Hans Stuffer           | 03     |
| 105. | Holje Tefre            | 03     |
| 109. | Ivano Edalini          | 02     |
| 109. | Bill Hudson            | 02     |
| 109. | Stefan Krauß           | 02     |
| 109. | Ralf Socher            | 02     |
| 109. | Sepp Wildgruber        | 02     |
| 109. | Hannes Zehentner       | 02     |
| 115. | Mads Bødker            | 01     |
| 115. | Mike Brown             | 01     |
| 115. | Michael Eder           | 01     |
| 115. | Richard Kröll          | 01     |
| 115. | Pietro Vitalini        | 01     |

| Rang | Name                   | Punkte |
| ---- | ---------------------- | ------ |
| 01.  | Michela Figini         | 244    |
| 02.  | Brigitte Oertli        | 226    |
| 03.  | Anita Wachter          | 211    |
| 04.  | Blanca Fernández Ochoa | 190    |
| 05.  | Vreni Schneider        | 185    |
| 06.  | Mateja Svet            | 167    |
| 07.  | Maria Walliser         | 143    |
| 08.  | Ulrike Maier           | 132    |
| 09.  | Catherine Quittet      | 116    |
| 10.  | Sigrid Wolf            | 110    |
| 11.  | Karen Percy            | 107    |
| 12.  | Christa Kinshofer      | 105    |
| 13.  | Roswitha Steiner       | 087    |
| 14.  | Michaela Gerg          | 084    |
| 15.  | Regine Mösenlechner    | 080    |
| 16.  | Corinne Schmidhauser   | 077    |
| 17.  | Petra Kronberger       | 076    |
| 18.  | Marina Kiehl           | 070    |
| 19.  | Carole Merle           | 069    |
| 20.  | Camilla Nilsson        | 066    |
| 21.  | Ida Ladstätter         | 060    |
| 22.  | Christina Meier-Höck   | 059    |
| 22.  | Veronika Wallinger     | 059    |
| 24.  | Sylvia Eder            | 054    |
| 25.  | Patricia Chauvet       | 048    |
| 26.  | Elisabeth Kirchler     | 047    |
| 27.  | Zoë Haas               | 046    |
| 28.  | Kerrin Lee-Gartner     | 044    |
| 29.  | Beatrice Gafner        | 043    |
| 30.  | Laurie Graham          | 039    |
| 30.  | Christelle Guignard    | 039    |
| 32.  | Heidi Zeller-Bähler    | 038    |

| Rang | Name                   | Punkte |
| ---- | ---------------------- | ------ |
| 33.  | Katharina Gutensohn    | 37     |
| 34.  | Chantal Bournissen     | 36     |
| 35.  | Monika Maierhofer      | 34     |
| 36.  | Karin Buder            | 32     |
| 37.  | Dorota Mogore-Tlałka   | 30     |
| 38.  | Kellie Casey           | 27     |
| 38.  | Karin Dedler           | 27     |
| 40.  | Deborah Compagnoni     | 24     |
| 41.  | Ulrike Stanggassinger  | 23     |
| 42.  | Angelika Hurler        | 21     |
| 43.  | Lucia Medzihradská     | 20     |
| 44.  | Pam Fletcher           | 19     |
| 45.  | Claudia Strobl         | 17     |
| 45.  | Edith Thys             | 17     |
| 47.  | Traudl Hächer          | 16     |
| 47.  | Manuela Rüf            | 16     |
| 47.  | Ingrid Salvenmoser     | 16     |
| 50.  | Veronika Šarec         | 15     |
| 51.  | Christine von Grünigen | 14     |
| 52.  | Brigitte Gadient       | 13     |
| 52.  | Miriam Vogt            | 13     |
| 54.  | Monica Äijä            | 12     |
| 54.  | Pascaline Freiher      | 12     |
| 54.  | Anni Kronbichler       | 12     |
| 54.  | Tamara McKinney        | 12     |
| 58.  | Anette Gersch          | 11     |
| 58.  | Lenka Kebrlová         | 11     |
| 60.  | Beth Madsen            | 10     |
| 60.  | Golnur Postnikowa      | 10     |
| 60.  | Adenine Teyssier       | 10     |
| 63.  | Kristina Andersson     | 09     |
| 63.  | Heidi Voelker          | 09     |

| Rang | Name                      | Punkte |
| ---- | ------------------------- | ------ |
| 65.  | Mojca Dežman              | 8      |
| 65.  | Heidi Gapp                | 8      |
| 65.  | Paoletta Magoni           | 8      |
| 65.  | Michaela Marzola          | 8      |
| 65.  | Barbara Sadleder          | 8      |
| 65.  | Katrin Stotz              | 8      |
| 65.  | Christine Zangerl         | 8      |
| 72.  | Sandra Burn               | 7      |
| 72.  | Lucie Laroche             | 7      |
| 72.  | Katja Lesjak              | 7      |
| 72.  | Małgorzata Mogore-Tlałka  | 7      |
| 72.  | Monique Pelletier         | 7      |
| 77.  | Heidi Dahlgren            | 6      |
| 77.  | Jolanda Kindle            | 6      |
| 77.  | Olga Kurdatschenko        | 6      |
| 77.  | Hilary Lindh              | 6      |
| 81.  | Adele Allender            | 5      |
| 81.  | Gillian Frost             | 5      |
| 81.  | Tanja Steinebrunner       | 5      |
| 81.  | Sachiko Yamamoto          | 5      |
| 85.  | Catharina Glassér-Bjerner | 4      |
| 85.  | Sari Skaling              | 4      |
| 85.  | Heidi Zurbriggen          | 4      |
| 88.  | Lesley Beck               | 3      |
| 88.  | Chantal Knapp             | 3      |
| 88.  | Marlis Spescha            | 3      |
| 91.  | Ulla Carlsson             | 2      |
| 91.  | Kate Rattray              | 2      |
| 91.  | Diann Roffe-Steinrotter   | 2      |
| 94.  | Debbie Armstrong          | 1      |
| 94.  | Josée Lacasse             | 1      |
| 94.  | Nicole Linneberg          | 1      |

### Abfahrt
| Rang | Athlet              | Punkte |
| ---- | ------------------- | ------ |
| 1    | Pirmin Zurbriggen   | 122    |
| 2    | Michael Mair        | 108    |
| 3    | Rob Boyd            | 94     |
| 3    | Franz Heinzer       | 94     |
| 5    | Peter Müller        | 90     |
| 6    | Daniel Mahrer       | 64     |
| 7    | Marc Girardelli     | 59     |
| 7    | Christophe Plé      | 59     |
| 9    | Karl Alpiger        | 50     |
| 10   | Franck Piccard      | 42     |
| 10   | Danilo Sbardellotto | 42     |
| 10   | Leonhard Stock      | 42     |
| 13   | Felix Belczyk       | 38     |
| 14   | Markus Wasmeier     | 37     |
| 15   | Donald Stevens      | 33     |

| Rang | Athletin            | Punkte |
| ---- | ------------------- | ------ |
| 1    | Michela Figini      | 143    |
| 2    | Brigitte Oertli     | 119    |
| 3    | Maria Walliser      | 82     |
| 4    | Karen Percy         | 59     |
| 4    | Veronika Wallinger  | 59     |
| 6    | Sigrid Wolf         | 55     |
| 7    | Beatrice Gafner     | 43     |
| 8    | Marina Kiehl        | 40     |
| 9    | Regine Mösenlechner | 38     |
| 10   | Laurie Graham       | 37     |
| 10   | Petra Kronberger    | 37     |
| 10   | Kerrin Lee-Gartner  | 37     |
| 13   | Katharina Gutensohn | 36     |
| 13   | Chantal Bournissen  |        |
| 15   | Elisabeth Kirchler  | 31     |

### Super-G
| Rang | Athlet                 | Punkte |
| ---- | ---------------------- | ------ |
| 1    | Pirmin Zurbriggen      | 58     |
| 2    | Markus Wasmeier        | 57     |
| 3    | Franck Piccard         | 54     |
| 4    | Marc Girardelli        | 38     |
| 5    | Hubert Strolz          | 31     |
| 6    | Martin Hangl           | 30     |
| 6    | Leonhard Stock         | 30     |
| 8    | Alberto Tomba          | 29     |
| 9    | Felix Belczyk          | 27     |
| 10   | Hans Enn               | 24     |
| 10   | Günther Mader          | 24     |
| 12   | Heinz Holzer           | 18     |
| 13   | Lars-Börje Eriksson    | 15     |
| 14   | Gerhard Pfaffenbichler | 14     |
| 15   | Helmut Mayer           | 11     |

| Rang | Athletin               | Punkte |
| ---- | ---------------------- | ------ |
| 1    | Michela Figini         | 65     |
| 2    | Sylvia Eder            | 45     |
| 3    | Regine Mösenlechner    | 40     |
| 3    | Blanca Fernández Ochoa | 40     |
| 5    | Sigrid Wolf            | 36     |
| 6    | Ulrike Maier           | 34     |
| 7    | Michaela Gerg          | 32     |
| 8    | Catherine Quittet      | 26     |
| 9    | Zoë Haas               | 25     |
| 10   | Mateja Svet            | 24     |
| 11   | Anita Wachter          | 22     |
| 12   | Christa Kinshofer      | 16     |
| 13   | Karen Percy            | 15     |
| 13   | Petra Kronberger       | 15     |
| 13   | Karin Dedler           | 15     |

### Riesenslalom
| Rang | Athlet            | Punkte |
| ---- | ----------------- | ------ |
| 1    | Alberto Tomba     | 82     |
| 2    | Hubert Strolz     | 69     |
| 3    | Helmut Mayer      | 67     |
| 4    | Pirmin Zurbriggen | 65     |
| 5    | Günther Mader     | 57     |
| 6    | Hans Pieren       | 48     |
| 7    | Rudolf Nierlich   | 47     |
| 8    | Martin Hangl      | 46     |
| 9    | Ingemar Stenmark  | 37     |
| 10   | Frank Wörndl      | 36     |
| 11   | Joël Gaspoz       | 35     |
| 12   | Ivano Camozzi     | 31     |
| 13   | Marc Girardelli   | 30     |
| 14   | Hans Enn          | 27     |
| 15   | Markus Wasmeier   | 24     |

| Rang | Athletin               | Punkte |
| ---- | ---------------------- | ------ |
| 1    | Mateja Svet            | 87     |
| 2    | Catherine Quittet      | 78     |
| 3    | Vreni Schneider        | 76     |
| 4    | Anita Wachter          | 74     |
| 5    | Blanca Fernández Ochoa | 66     |
| 6    | Carole Merle           | 59     |
| 7    | Christina Meier-Höck   | 53     |
| 8    | Maria Walliser         | 40     |
| 9    | Ulrike Maier           | 39     |
| 10   | Michela Figini         | 29     |
| 11   | Christa Kinshofer      | 22     |
| 12   | Angelika Hurler        | 21     |
| 13   | Marina Kiehl           | 20     |
| 14   | Sigrid Wolf            | 19     |
| 15   | Christelle Guignard    | 18     |

### Slalom
| Rang | Athlet               | Punkte |
| ---- | -------------------- | ------ |
| 1    | Alberto Tomba        | 170    |
| 2    | Günther Mader        | 69     |
| 3    | Felix McGrath        | 53     |
| 4    | Paul Frommelt        | 52     |
| 4    | Armin Bittner        | 52     |
| 6    | Hubert Strolz        | 50     |
| 7    | Bernhard Gstrein     | 49     |
| 7    | Jonas Nilsson        | 49     |
| 9    | Pirmin Zurbriggen    | 45     |
| 10   | Grega Benedik        | 44     |
| 11   | Tetsuya Okabe        | 42     |
| 11   | Thomas Stangassinger |        |
| 13   | Richard Pramotton    | 33     |
| 13   | Carlo Gerosa         | 33     |
| 15   | Dietmar Köhlbichler  | 24     |

| Rang | Athletin               | Punkte |
| ---- | ---------------------- | ------ |
| 1    | Roswitha Steiner       | 87     |
| 2    | Vreni Schneider        | 80     |
| 3    | Anita Wachter          | 75     |
| 4    | Blanca Fernández Ochoa | 73     |
| 5    | Christa Kinshofer      | 67     |
| 6    | Corinne Schmidhauser   | 66     |
| 7    | Ida Ladstätter         | 60     |
| 8    | Mateja Svet            | 56     |
| 9    | Camilla Nilsson        | 50     |
| 10   | Ulrike Maier           | 49     |
| 11   | Patricia Chauvet       | 48     |
| 12   | Brigitte Oertli        | 41     |
| 13   | Monika Maierhofer      | 34     |
| 14   | Karin Buder            | 32     |
| 15   | Dorota Mogore-Tlałka   | 30     |

### Kombination
| Rang | Athlet                | Punkte |
| ---- | --------------------- | ------ |
| 1    | Hubert Strolz         | 40     |
| 2    | Günther Mader         | 37     |
| 3    | Franck Piccard        | 27     |
| 4    | Pirmin Zurbriggen     | 20     |
| 4    | Markus Wasmeier       | 20     |
| 6    | Lars-Göran Halvarsson | 11     |
| 6    | Peter Jurko           | 11     |
| 6    | Denis Rey             | 11     |
| 9    | Ole Kristian Furuseth | 10     |
| 9    | Peter Müller          | 10     |

| Rang | Athletin               | Punkte |
| ---- | ---------------------- | ------ |
| 1    | Brigitte Oertli        | 50     |
| 2    | Anita Wachter          | 32     |
| 3    | Petra Kronberger       | 24     |
| 3    | Karen Percy            | 24     |
| 5    | Vreni Schneider        | 20     |
| 6    | Maria Walliser         | 16     |
| 7    | Lucia Medzihradská     | 15     |
| 8    | Michaela Gerg          | 12     |
| 9    | Blanca Fernández Ochoa | 11     |
| 10   | Ulrike Maier           | 10     |

## Podestplatzierungen Herren

### Abfahrt
| Datum      | Ort                      | 1. Platz          | 2. Platz            | 3. Platz          |
| ---------- | ------------------------ | ----------------- | ------------------- | ----------------- |
| 07.12.1987 | Val-d’Isère (FRA)        | Daniel Mahrer     | Pirmin Zurbriggen   | Michael Mair      |
| 12.12.1987 | Gröden (ITA)             | Rob Boyd          | Pirmin Zurbriggen   | Brian Stemmle     |
| 09.01.1988 | Val-d’Isère (FRA)        | Pirmin Zurbriggen | Anton Steiner       | Marc Girardelli   |
| 16.01.1988 | Bad Kleinkirchheim (AUT) | Peter Müller      | Pirmin Zurbriggen   | Franck Piccard    |
| 23.01.1988 | Leukerbad (SUI)          | Michael Mair      | Giorgio Piantanida  | Werner Perathoner |
| 24.01.1988 | Leukerbad (SUI)          | Daniel Mahrer     | Franz Heinzer       | Igor Cigolla      |
| 29.01.1988 | Schladming (AUT)         | Pirmin Zurbriggen | Franz Heinzer       | Peter Dürr        |
| 11.03.1988 | Beaver Creek (USA)       | Franz Heinzer     | Christophe Plé      | Marc Girardelli   |
| 12.03.1988 | Beaver Creek (USA)       | Peter Müller      | Donald Stevens      | Marc Girardelli   |
| 20.03.1988 | Åre (SWE)                | Karl Alpiger      | Danilo Sbardellotto | Franz Heinzer     |

### Super-G
| Datum      | Ort                        | 1. Platz        | 2. Platz          | 3. Platz          |
| ---------- | -------------------------- | --------------- | ----------------- | ----------------- |
| 10.01.1988 | Val-d’Isère (FRA)          | Markus Wasmeier | Franck Piccard    | Pirmin Zurbriggen |
| 25.01.1988 | Leukerbad (SUI)            | Felix Belczyk   | Pirmin Zurbriggen | Heinz Holzer      |
| 13.03.1988 | Beaver Creek (USA)         | Franck Piccard  | Markus Wasmeier   | Marc Girardelli   |
| 24.03.1988 | Saalbach-Hinterglemm (AUT) | Martin Hangl    | Hubert Strolz     | Marc Girardelli   |

### Riesenslalom
| Datum      | Ort                        | 1. Platz        | 2. Platz          | 3. Platz                |
| ---------- | -------------------------- | --------------- | ----------------- | ----------------------- |
| 29.11.1987 | Sestriere (ITA)            | Alberto Tomba   | Ingemar Stenmark  | Joël Gaspoz             |
| 13.12.1987 | Alta Badia (ITA)           | Alberto Tomba   | Rudolf Nierlich   | Joël Gaspoz Hans Pieren |
| 19.12.1987 | Kranjska Gora (YUG)        | Helmut Mayer    | Pirmin Zurbriggen | Hubert Strolz           |
| 19.01.1988 | Saas-Fee (SUI)             | Alberto Tomba   | Günther Mader     | Helmut Mayer            |
| 30.01.1988 | Schladming (AUT)           | Rudolf Nierlich | Hubert Strolz     | Helmut Mayer            |
| 25.03.1988 | Saalbach-Hinterglemm (AUT) | Martin Hangl    | Marc Girardelli   | Pirmin Zurbriggen       |

### Slalom
| Datum      | Ort                        | 1. Platz         | 2. Platz             | 3. Platz         |
| ---------- | -------------------------- | ---------------- | -------------------- | ---------------- |
| 27.11.1987 | Sestriere (ITA)            | Alberto Tomba    | Jonas Nilsson        | Günther Mader    |
| 16.12.1987 | Madonna di Campiglio (ITA) | Alberto Tomba    | Rudolf Nierlich      | Bojan Križaj     |
| 20.12.1987 | Kranjska Gora (YUG)        | Alberto Tomba    | Richard Pramotton    | Günther Mader    |
| 12.01.1988 | Lienz (AUT)                | Bernhard Gstrein | Alberto Tomba        | Jonas Nilsson    |
| 17.01.1988 | Bad Kleinkirchheim (AUT)   | Alberto Tomba    | Thomas Stangassinger | Bernhard Gstrein |
| 19.03.1988 | Åre (SWE)                  | Alberto Tomba    | Felix McGrath        | Günther Mader    |
| 22.03.1988 | Oppdal (NOR)               | Alberto Tomba    | Tetsuya Okabe        | Paul Frommelt    |
| 26.03.1988 | Saalbach-Hinterglemm (AUT) | Paul Frommelt    | Armin Bittner        | Hubert Strolz    |

### Kombination
| Datum          | Ort                      | 1. Platz      | 2. Platz          | 3. Platz       |
| -------------- | ------------------------ | ------------- | ----------------- | -------------- |
| 16./17.01.1988 | Bad Kleinkirchheim (AUT) | Hubert Strolz | Markus Wasmeier   | Franck Piccard |
| 19./20.03.1988 | Åre (SWE)                | Günther Mader | Pirmin Zurbriggen | Hubert Strolz  |

## Podestplatzierungen Damen

### Abfahrt
| Datum      | Ort               | 1. Platz           | 2. Platz            | 3. Platz              |
| ---------- | ----------------- | ------------------ | ------------------- | --------------------- |
| 04.12.1987 | Val-d’Isère (FRA) | Maria Walliser     | Michela Figini      | Zoë Haas              |
| 05.12.1987 | Val-d’Isère (FRA) | Chantal Bournissen | Marina Kiehl        | Ulrike Stanggassinger |
| 11.12.1987 | Leukerbad (SUI)   | Michela Figini     | Sigrid Wolf         | Brigitte Oertli       |
| 14.01.1988 | Zinal (SUI)       | Michela Figini     | Karen Percy         | Petra Kronberger      |
| 16.01.1988 | Zinal (SUI)       | Maria Walliser     | Michela Figini      | Brigitte Oertli       |
| 23.01.1988 | Bad Gastein (AUT) | Beatrice Gafner    | Brigitte Oertli     | Veronika Wallinger    |
| 05.03.1988 | Aspen (USA)       | Brigitte Oertli    | Regine Mösenlechner | Heidi Zeller-Bähler   |
| 12.03.1988 | Rossland (CAN)    | Michela Figini     | Brigitte Oertli     | Veronika Wallinger    |

### Super-G
| Datum      | Ort             | 1. Platz       | 2. Platz          | 3. Platz            |
| ---------- | --------------- | -------------- | ----------------- | ------------------- |
| 28.11.1987 | Sestriere (ITA) | Sigrid Wolf    | Mateja Svet       | Sylvia Eder         |
| 12.12.1987 | Leukerbad (SUI) | Michela Figini | Sylvia Eder       | Regine Mösenlechner |
| 09.01.1988 | Lech (AUT)      | Zoë Haas       | Catherine Quittet | Michela Figini      |
| 13.03.1988 | Rossland (CAN)  | Michela Figini | Ulrike Maier      | Anita Wachter       |

### Riesenslalom
| Datum      | Ort                        | 1. Platz             | 2. Platz               | 3. Platz                             |
| ---------- | -------------------------- | -------------------- | ---------------------- | ------------------------------------ |
| 20.12.1987 | Piancavallo (ITA)          | Catherine Quittet    | Vreni Schneider        | Michela Figini                       |
| 05.01.1988 | Tignes (FRA)               | Vreni Schneider      | Catherine Quittet      | Carole Merle                         |
| 06.01.1988 | Tignes (FRA)               | Carole Merle         | Maria Walliser         | Blanca Fernández Ochoa               |
| 30.01.1988 | Kranjska Gora (YUG)        | Mateja Svet          | Vreni Schneider        | Blanca Fernández Ochoa Anita Wachter |
| 07.03.1988 | Aspen (USA)                | Christina Meier-Höck | Blanca Fernández Ochoa | Ulrike Maier                         |
| 23.03.1988 | Saalbach-Hinterglemm (AUT) | Mateja Svet          | Anita Wachter          | Ulrike Maier                         |

### Slalom
| Datum      | Ort                 | 1. Platz               | 2. Platz                         | 3. Platz               |
| ---------- | ------------------- | ---------------------- | -------------------------------- | ---------------------- |
| 26.11.1987 | Sestriere (ITA)     | Blanca Fernández Ochoa | Mateja Svet                      | Vreni Schneider        |
| 30.11.1987 | Courmayeur (ITA)    | Anita Wachter          | Ida Ladstätter                   | Ulrike Maier           |
| 13.12.1987 | Leukerbad (SUI)     | Ida Ladstätter         | Camilla Nilsson                  | Blanca Fernández Ochoa |
| 19.12.1987 | Piancavallo (ITA)   | Christa Kinshofer      | Patricia Chauvet                 | Veronika Šarec         |
| 18.01.1988 | Saas-Fee (SUI)      | Brigitte Oertli        | Vreni Schneider                  | Patricia Chauvet       |
| 24.01.1988 | Bad Gastein (AUT)   | Vreni Schneider        | Christa Kinshofer                | Corinne Schmidhauser   |
| 31.01.1988 | Kranjska Gora (YUG) | Mateja Svet            | Vreni Schneider Roswitha Steiner |                        |
| 06.03.1988 | Aspen (USA)         | Roswitha Steiner       | Anita Wachter                    | Monika Maierhofer      |

### Kombination
| Datum          | Ort               | 1. Platz        | 2. Platz        | 3. Platz         |
| -------------- | ----------------- | --------------- | --------------- | ---------------- |
| 11./13.12.1987 | Leukerbad (SUI)   | Brigitte Oertli | Anita Wachter   | Karen Percy      |
| 23./24.01.1988 | Bad Gastein (AUT) | Brigitte Oertli | Vreni Schneider | Petra Kronberger |

## Nationencup
| Rang | Land                   | Punkte |
| ---- | ---------------------- | ------ |
| 1    | Österreich             | 2004   |
| 2    | Schweiz                | 1975   |
| 3    | BR Deutschland         | 845    |
| 4    | Italien                | 727    |
| 5    | Frankreich             | 578    |
| 6    | Kanada                 | 471    |
| 7    | Jugoslawien            | 310    |
| 8    | Schweden               | 290    |
| 9    | Vereinigte Staaten     | 191    |
| 10   | Spanien                | 190    |
| 11   | Luxemburg              | 142    |
| 12   | Norwegen               | 77     |
| 13   | Liechtenstein          | 76     |
| 14   | Japan                  | 51     |
| 15   | Tschechoslowakei       | 49     |
| 16   | Vereinigtes Königreich | 21     |
| 17   | Sowjetunion            | 16     |
| 18   | Australien             | 13     |
| 19   | Neuseeland             | 2      |
| 20   | Chile                  | 1      |
| 20   | Dänemark               | 1      |

| Rang | Land                   | Punkte |
| ---- | ---------------------- | ------ |
| 1    | Österreich             | 980    |
| 2    | Schweiz                | 891    |
| 3    | Italien                | 687    |
| 4    | BR Deutschland         | 328    |
| 5    | Frankreich             | 247    |
| 6    | Kanada                 | 246    |
| 7    | Schweden               | 197    |
| 8    | Vereinigte Staaten     | 191    |
| 9    | Luxemburg              | 142    |
| 10   | Jugoslawien            | 113    |
| 11   | Norwegen               | 77     |
| 12   | Liechtenstein          | 70     |
| 13   | Japan                  | 46     |
| 14   | Vereinigtes Königreich | 18     |
| 14   | Tschechoslowakei       | 18     |
| 16   | Australien             | 13     |
| 17   | Dänemark               | 1      |

| Rang | Land                   | Punkte |
| ---- | ---------------------- | ------ |
| 1    | Schweiz                | 1084   |
| 2    | Österreich             | 1024   |
| 3    | BR Deutschland         | 517    |
| 4    | Frankreich             | 331    |
| 5    | Kanada                 | 225    |
| 6    | Jugoslawien            | 197    |
| 7    | Spanien                | 190    |
| 8    | Vereinigte Staaten     | 106    |
| 9    | Schweden               | 93     |
| 10   | Italien                | 40     |
| 11   | Tschechoslowakei       | 31     |
| 12   | Sowjetunion            | 16     |
| 13   | Liechtenstein          | 6      |
| 14   | Japan                  | 5      |
| 15   | Vereinigtes Königreich | 3      |
| 16   | Neuseeland             | 2      |
| 17   | Chile                  | 1      |

## Statistik der Podestplätze
Angegeben werden die Anzahl Podestplätze je Land und Disziplin sowie die Gesamtanzahl.

### Damen
| Land | Land | 1. | 2. | 3. | Total |
| ---- | ---- | -- | -- | -- | ----- |
| 1    | SUI  | 16 | 10 | 08 | 34    |
| 2    | AUT  | 04 | 08 | 11 | 23    |
| 3    | YUG  | 03 | 02 | 01 | 06    |
| 4    | FRA  | 02 | 03 | 02 | 07    |
| 4    | FRG  | 02 | 03 | 02 | 07    |
| 6    | ESP  | 01 | 01 | 03 | 05    |
| 7    | CAN  | 0– | 01 | 01 | 02    |
| 8    | SWE  | 0– | 01 | 0– | 01    |

| Land | Land | 1. | 2. | 3. |
| ---- | ---- | -- | -- | -- |
| 1    | SUI  | 8  | 4  | 4  |
| 2    | FRG  | –  | 2  | 1  |
| 3    | AUT  | –  | 1  | 3  |
| 4    | AUT  | –  | 1  | –  |

| Land | Land | 1. | 2. | 3. |
| ---- | ---- | -- | -- | -- |
| 1    | SUI  | 3  | –  | 1  |
| 2    | AUT  | 1  | 2  | 2  |
| 3    | FRA  | –  | 1  | –  |
| 3    | YUG  | –  | 1  | –  |
| 5    | FRG  | –  | –  | 1  |

| Land | Land | 1. | 2. | 3. |
| ---- | ---- | -- | -- | -- |
| 1    | FRA  | 2  | 1  | 1  |
| 2    | YUG  | 2  | –  | –  |
| 3    | SUI  | 1  | 3  | 1  |
| 4    | FRG  | 1  | –  | –  |
| 5    | AUT  | –  | 1  | 3  |
| 6    | ESP  | –  | 1  | 2  |

| Land | Land | 1. | 2. | 3. |
| ---- | ---- | -- | -- | -- |
| 1    | AUT  | 3  | 3  | 2  |
| 2    | SUI  | 2  | 2  | 2  |
| 3    | YUG  | 1  | 1  | 1  |
| 4    | FRG  | 1  | 1  | –  |
| 5    | ESP  | 1  | –  | 1  |
| 6    | FRA  | –  | 1  | 1  |
| 7    | SWE  | –  | 1  | –  |

| Land | Land | 1. | 2. | 3. |
| ---- | ---- | -- | -- | -- |
| 1    | SUI  | 2  | 1  | –  |
| 2    | AUT  | –  | 1  | 1  |
| 3    | CAN  | –  | –  | 1  |

### Herren
| Land | Land | 1. | 2. | 3. | Total |
| ---- | ---- | -- | -- | -- | ----- |
| 01   | SUI  | 10 | 8  | 6  | 24    |
| 02   | ITA  | 10 | 4  | 4  | 18    |
| 03   | AUT  | 05 | 7  | 9  | 21    |
| 04   | CAN  | 02 | 1  | 1  | 04    |
| 05   | FRG  | 01 | 3  | 1  | 05    |
| 06   | FRA  | 01 | 2  | 2  | 05    |
| 07   | LIE  | 01 | –  | 1  | 02    |
| 08   | SWE  | 0– | 2  | 1  | 03    |
| 09   | LUX  | 0– | 1  | 5  | 06    |
| 10   | JPN  | 0– | 1  | –  | 01    |
| 10   | USA  | 0– | 1  | –  | 01    |
| 12   | YUG  | 0– | –  | 1  | 01    |

| Land | Land | 1. | 2. | 3. |
| ---- | ---- | -- | -- | -- |
| 1    | SUI  | 8  | 5  | 1  |
| 2    | ITA  | 1  | 2  | 3  |
| 3    | CAN  | 1  | 1  | 1  |
| 4    | FRA  | –  | 1  | 1  |
| 5    | AUT  | –  | 1  | –  |
| 6    | LUX  | –  | –  | 3  |
| 7    | FRG  | –  | –  | 1  |

| Land | Land | 1. | 2. | 3. |
| ---- | ---- | -- | -- | -- |
| 1    | SUI  | 1  | 1  | 1  |
| 2    | FRA  | 1  | 1  | –  |
| 2    | FRG  | 1  | 1  | –  |
| 4    | CAN  | 1  | –  | –  |
| 5    | AUT  | –  | 1  | –  |
| 6    | LUX  | –  | –  | 2  |
| 7    | ITA  | –  | –  | 1  |

| Land | Land | 1. | 2. | 3. |
| ---- | ---- | -- | -- | -- |
| 1    | ITA  | 3  | –  | –  |
| 2    | AUT  | 2  | 3  | 3  |
| 3    | SUI  | 1  | 1  | 4  |
| 4    | LUX  | –  | 1  | –  |
| 4    | SWE  | –  | 1  | –  |

| Land | Land | 1. | 2. | 3. |
| ---- | ---- | -- | -- | -- |
| 1    | ITA  | 6  | 2  | –  |
| 2    | AUT  | 1  | 2  | 5  |
| 3    | LIE  | 1  | –  | 1  |
| 4    | SWE  | –  | 1  | 1  |
| 5    | FRG  | –  | 1  | –  |
| 5    | JPN  | –  | 1  | –  |
| 5    | USA  | –  | 1  | –  |
| 8    | SWE  | –  | –  | 1  |

| Land | Land | 1. | 2. | 3. |
| ---- | ---- | -- | -- | -- |
| 1    | AUT  | 2  | –  | 1  |
| 2    | FRG  | –  | 1  | –  |
| 2    | SUI  | –  | 1  | –  |
| 4    | FRA  | –  | –  | 1  |

## Saisonverlauf

### Premierensiege
Herren:
- Alberto Tomba, bislang nur als Überraschung mit Riesenslalom-Bronze bei den Weltmeisterschaften 1987 in Crans-Montana bekannt, startete sofort mit mehreren Siegen in den technischen Bewerben. Den Premierensieg in Sestriere holte er mit Start-Nr. 25 und zwei Laufbestzeiten.
- Helmut Mayer gewann sein erstes und einziges Rennen am 19. Dezember im Riesenslalom in Kranjska Gora (mit Start-Nr. 1 und Führung nach dem ersten Lauf, in welchem Tomba nach Zwischenbestzeit einfädelte), womit er auch nach 642 Tagen (Anton Steiner am 15. März 1986 in der Abfahrt von Whistler) den ersten Herrensieg für den ÖSV errang.[2]
- Auch Bernhard Gstreins Slalomsieg am Schlossberg in Lienz am 12. Januar, ebenfalls mit Start-Nr. 1, sollte gleichzeitig sein einziger bleiben (es war dies zudem der erste ÖSV-Slalomsieg seit 2. März 1986 durch Günther Mader in Geilo[3])
- Dasselbe galt für Hubert Strolz mit seinem Erfolg in der am Ersatzort Bad Kleinkirchheim ausgetragenen Hahnenkamm-Kombination (16./17. Januar), wobei er allerdings die Saison mit Olympiagold noch krönen konnte. In der Abfahrt am 16. Januar hatte er die letzte Start-Nr. des Rennens, 110, getragen, und war noch auf Rang 17 gekommen.[4]
- Felix Belczyk lieferte mit Start-Nr. 32 am 25. Januar in Leukerbad eine Sensation (er war bislang noch nie auf dem Podest gewesen) und entriss Zurbriggen noch den Super-G-Sieg (in einem nach 73 Läufern abgebrochenen Rennen); für Belczyk blieb es sein einziger Weltcupsieg und es war dies zudem der erste Sieg in einem Super-G für das Herrenteam Kanadas.[5]
- Rudolf Nierlich, der am 30. Januar in Schladming einen Vierfach-Erfolg im Riesenslalom anführte (den insgesamt zweiten für den ÖSV nach Saalbach-Hinterglemm vom 16. Dezember 1973), «perfektionierte» zugleich den achten zweiten Platz von Hubert Strolz.[6]
- Super-G-Olympiasieger Franck Piccard holte seinen ersten Weltcupsieg am 13. März in Beaver Creek nach.
- Beim Saisonfinale in Saalbach-Hinterglemm kam Martin Hangl gleich zu zwei Siegen; beim ersten im Super-G am 24. März trug er die Start-Nr. 27.[7][8]

Damen:
- Am 30. November führte Anita Wachter beim Slalom von Courmayeur einen überraschenden Dreifach-Erfolg des ÖSV an, wobei sie nach dem ersten Durchgang nur auf Rang 6 (Führung durch Corinne Schmidhauser) gelegen war und auch im zweiten Lauf lediglich vierte Zeit fuhr. Sie war gar nicht für die Teilnahme vorgesehen gewesen, durfte für Ingrid Salvenmoser fahren.[9]
- Chantal Bournissens erster Sieg in der Abfahrt von Val-d’Isère am 5. Dezember kam äußerst überraschend, wobei sie die Gunst der in diesem Rennen bevorzugten höheren Startnummern nützte und mit 36 noch um 13 Hundertstel Sekunden Marina Kiehl (Nr. 6) abfing und deren ersten Sieg verhinderte – und mit Nr. 50 wurde Ulrike Stanggassinger noch Dritte, und die Ränge 4 bis 6 fielen an die Startnummern 46, 27 und 43 (damit an die damals noch unbekannte Deborah Compagnoni, weiters an Kellie Casey, Golnur Postinikowa)[10][11]
- Ida Ladstätter konnte am 13. Dezember in Leukerbad ihren einzigen Slalomsieg realisieren.[12]
- Carole Merle feierte am 6. Januar beim Riesenslalom in Tignes den ersten ihrer insgesamt 22 Weltcupsiege.
- Für Christina Meier-Höck war es am 7. März beim Riesenslalom von Aspen erstmals soweit.

### Verschiebungen und Absagen
Die Weltcupverantwortlichen und -veranstalter waren vor große Aufgaben gestellt. Nicht nur Schneemangel (in Megève gab es seit 25 Jahren erstmals apere Hänge), sondern auch die warmen Temperaturen machten zu schaffen, weil dadurch die Schneekanonen nicht arbeiten konnten.
Herren:
- Die am 6. Dezember gefahrene Abfahrt in Val-d’Isère wurde (nach einer Startverlegung von 10.45 auf 12.30 Uhr) wegen schlechter Lichtverhältnisse vorerst nach 13 Läufern (Danilo Sbardellotto) unter- und nach 17 Läufern (nach Sturz von Atle Skårdal und noch dem Lauf von Brian Stemmle) abgebrochen, wobei überraschend Daniel Mahrer, u. zw. vor Markus Wasmeier und Peter Müller, geführt hatte.[14][15][16]
- Für den 31. Dezember war (wie schon 1985) eine Abfahrt in Schladming geplant, doch musste sie am 24. Dezember durch OK-Chef Heribert Thaller wegen Schneemangels und Warmwetters (die Sturzräume entlang der Piste hätten einen gefahrlosen Ablauf nicht zugelassen) abgesagt werden.[17][18]
- Von einer weiteren Absage waren der Slalom in Bad Wiessee am 5. Januar sowie Abfahrt und Super-G am 9./10. Januar in Garmisch-Partenkirchen betroffen, wobei Val-d’Isère als Ersatzort figurierte: der Slalom in Bad Wiessee hätte dort um eine Woche später (12. Januar) ausgetragen werden sollen, doch sprang (wie vom ÖSV bzw. dem Skiclub Lienz erhofft) die Osttiroler Bezirkshauptstadt ein. Die Zusage durch den Weltcupkoordinator erfolgte am 7. Januar.[19][20][21][22][23]
- Auch Kitzbühel, welches eine Frist bis ca. 8./9. Januar erhalten hatte,[24] musste passen, Bad Kleinkirchheim mit der Strohsack-Abfahrt übernahm das gesamte Programm.[25]
- Am 13. Januar wurde bekannt, dass Leukerbad sowohl die abgesagte Schladming-Abfahrt als auch Abfahrt und Super-G von Wengen (23. bis 25. Januar) übernimmt – und statt in Adelboden wurde in Saas-Fee der Riesenslalom ausgetragen.[26][27] Kurios war, dass Schladming zum Ersatztermin in Leukerbad auch wieder Schnee gehabt hätte,[28] aber die Steirer kamen doch noch zu einer Abfahrt (und zusätzlich einem Riesenslalom), denn sowohl Morzine als auch Chamonix hatten wegen Schneemangels „w.o.“ geben müssen.[29]
- Der Riesenslalom am 1. März in von Grouse Mountain, bei dem es eine Premiere geben sollte (Flutlicht), wurde nach 11 Läufern wegen starken Nebeleinbruchs des 1. Laufes abgebrochen (es gab eine österreichische Zweifachführung durch Helmut Mayer vor Hubert Strolz, auf Rang 3 lag Pirmin Zurbriggen, Tomba als Fünfter hatte 2,09 s Rückstand) – eine Verschiebung auf den nächsten Tag war aus Termingründen (bereits am 2. März Abfahrtstraining Whistler) nicht möglich. Allerdings fiel danach auch diese Abfahrt aus (sie wurde in Vail nachgeholt).[30][31][32][33]
- Die für 5. März angesetzte Abfahrt in Whistler Mountain, einem bereits aus den bisherigen Rennen als «windanfällig» bekanntes Skigebiet (1975 wurde das Rennen nicht durchgeführt, 1979 musste es wegen ungenügender Sicherheitsvorkehrungen gestrichen werden), wurde vorerst auf den 6. März terminisiert, musste dann aber abgesagt werden[34][35] und wurde in Beaver Creek nachgetragen.[36][37]
- Die Herren hatten bei der Abfahrt in Åre zweifache Probleme. Vorerst konnten die Trainings mangels Ausrüstungsgegenständen nicht durchgeführt werden, denn die Skier, Schuhe und andere Gepäckstücke waren beim Flug von Colorado im Flughafen in Frankfurt am Main zwischengelagert worden und nur ein kleiner Teil davon war in Schweden eingetroffen – die schwedische Luftwaffe hatte sich daraufhin bereit erklärt, dieses Material abzuholen.[38] So wurde das Programm umgedreht, der Slalom am 19. März ausgetragen (Bernhard Gstrein fädelte als Führender nach dem ersten Lauf ein, Alberto Tomba kam noch von Rang 5 zum Sieg) und die Abfahrt für den 20. März angesetzt und auch um 13 Uhr gestartet, doch musste sie wegen Wind und starkem Schneefall abgebrochen (in Führung war Peter Wirnsberger) und um 14.30 h erneut gestartet werden. Der Nebel hatte sich zwar verzogen, doch starke Windböen brachten trotzdem unregelmäßige Bedingungen (Günther Mader's Rang 36 reichte für den Sieg in der Kombination).[39][40]

Damen:
- Bereits zum Saisonauftakt am 26. November hätte eigentlich zuerst der Super-G gefahren werden sollen, doch es wurde mit dem Damenslalom gestartet, der Super-G am 28. November ausgetragen.[41]
- Weitere Absagen gab es hinsichtlich Riesenslalom in Megève (5. Januar) und Abfahrt und Riesenslalom von Les Diablerets am 9./10. Januar, und Tignes wurde per 5./6. Januar für Megève nominiert und übernahm auch jenen im Rennkalender für 10. Januar in Les Diablerets aufscheinenden,[42] und dessen Super-G gab es am 9. Januar in Lech (der Arlberger Skiort wurde damit erstmals mit einem Weltcuprennen betraut; die Kostenfrage mit ca. 1 bis 1,3 Mio. Schilling wurde bestens gelöst.[43][44]). Größere Umstellungen gab es für die zweite Rennwoche im Januar, wo als erste Option Sarajevo für die entfallenen Abfahrten, aber auch das schneearme Pfronten am 14. Januar für Les Diablerets aufschienen. (Siehe bitte Quellennachweise bei den Herren – weiters:[45][46][47])
- Den Slalom von Lenggries übernahm am 18. Januar Saas-Fee.[48]
- Die für Maribor geplanten Technikbewerbe wurden am 30./31. Januar in Kranjska Gora veranstaltet.[49][50]

### Verschiebungen beim Finale
Das Programm in Saalbach-Hinterglemm war dicht gedrängt (bis auf die Slaloms, die am Schattberg gefahren wurden, war der Zwölferkogel der Austragungsort). Die Salzburger hatten auch den Riesenslalom von Grouse Mountain übernommen, wodurch Terminänderungen erforderlich waren. Das Rennen wurde am 25. März nachgeholt, der für dieses Datum vorgesehene Super-G bereits am 24. März gefahren. Besagter Super-G konnte vorerst aus zwei Gründen nicht gestartet werden: Wiederum waren die Gepäckstücke, diesmal jene der Italiener und Franzosen, nicht rechtzeitig eingetroffen (sie kamen letztlich mit einem Sattelschlepper aus München an, wobei es noch Verzögerungen an der Grenze gegeben hatte) – aber auch dichtes Schneetreiben und schlechte Sicht hätten den für 11 Uhr vorgesehenen Start nicht zugelassen, es gab eine dreistündige Verschiebung.
Es war auch eine Damenabfahrt vorgesehen, u. zw. am 23. März, aber es gab den vielzitierten «Salzburger Schnürlrennen», was zu Absagen der Trainings und damit Verschiebungen führte, dies gipfelte vorerst darin, dass die Abfahrt auf den 27. März neu angesetzt wurde, jedoch kam es nicht dazu, am 24. März wurde die Abfahrt endgültig abgeblasen.

### Verletzungen
- Am 4. November erlitt Veronika Wallinger einen Bänderriss im Knöchel,[58] Monika Maierhofer war nach einer Knöchelverletzung am 5. November für zwei Wochen außer Gefecht,[59] und sie erwischte es dann gleich nochmals, denn am 24. November klagte sie nach dem als »Fitnesstest« angesetzten Vormittagstraining über Schmerzen im rechten Sprunggelenk und begab sich zu Dr. Schenk nach Feldkirch.[60]
- Der erwähnte Erwin Resch erlitt beim ersten Trainingstag in Obertauern einen Wadenbeinbruch und einen Bänderriss im rechten Knöchel, es stand eine Pause von 6 bis 8 Wochen an – am 28. Dezember wurde ihm der Gips abgenommen und er wollte mit einem Spezialschuh bald wieder das Training aufnehmen.[61][62]
- Das US-Damenteam musste den Saisonauftakt ohne Tamara McKinney bestreiten, welche sich in den Vorbereitungen verletzt hatte (Beinbruch), und im ersten Durchgang des Slaloms am 26. November in Sestriere erlitt Eva Twardokens nach einem Sturz einen Innen- und Kreuzbandriss im rechten Knie, womit für die Weltmeisterschaftsdritte im Riesenslalom 1985 die Saison bereits zu Ende war.[63][64][65]
- Conradin Cathomen landete am 4. Dezember im Abfahrtstraining in Val-d’Isère nach einem Sturz im Fangnetz und erlitt einen Hand- und Armbruch, womit er voraussichtlich für sechs Wochen einen Gipsverband tragen musste, was auch sein vorzeitiges Saisonende bedeuten sollte.[66]
- Andrea Salvenmoser kam in ihrem dritten Weltcuprenne am 11. Dezember bei der Abfahrt in Leukerbad zu Sturz und erlitt einen Kreuz- und Seitenbandriss und konnte erst wieder in der Saison 1988/89 an den Start gehen.[67][68] Am nächsten Tag prallte beim Super-G Torry Pillinger (Nr. 19) aus Park City gegen den Zielpfosten und erlitt schwere Verletzungen (doppelter offener Oberschenkelbruch, Beckenbruch, Innenbandriss); es erfolgte in Sion eine dreistündige Operation.[69][70]
- Heidi Zurbriggen erlitt bei ihrem Sturz im „Stecknadelkrieg-Super-G“ in Lech kurz vor dem Ziel einen Unterschenkelbruch und wurde in Spital nach Sion geflogen.[71][72]
- Die Hahnenkamm-Ersatzabfahrt in Bad Kleinkirchheim endete für zwei Herren des DSV durch Stürze unglimpflich: Sepp Wildgruber erlitt eine Gehirnerschütterung und wurde ins Landeskrankenhaus Villach geflogen, Hansjörg Tauscher zog sich einen Unterarmbruch zu; er wurde in Vollnarkose nach München gebracht und dort operiert.[73]
- Sylvia Eder erlitt beim Einfahren zur Abfahrt bei den 19. Silberkrugrennen in Bad Gastein am 23. Januar einen Bänderriss, konnte aber an den Olympischen Spielen teilnehmen.[74]
- Von Jonas Nilsson kam am 25. Januar die Meldung, dass er sich bei einem Trainingssturz in Sälen eine Handverletzung zugezogen habe, für vier Wochen Gips tragen müsse, womit die Olympiateilnahme gefährdet war (er konnte dort aber starten).[75]
- Zwei schwerwiegende Verletzungen gab es bei den Damen noch im Endspurt um den Gesamt- und auch diverse Disziplinenweltcups. Es war unverantwortlich gewesen, am 4. März die Abfahrt von Aspen trotz widriger Umstände zu starten, sie wurde nach den Stürzen von Beatrice Gafner, Vreni Schneider und Maria Walliser nach Nr. 11 (Kathrin Gutensohn) abgebrochen; es lag Karen Percy vor Laurie Graham, Petra Kronberger und Regine Mösenlechner in Führung. Marina Kiehl hatte auf einen Start verzichtet. Schneider und Walliser erlitten einen Innenbandriss im rechten Knie, Gafner verletzte sich an beiden Knien. Es wurde durch den Schweizer Abfahrtstrainer Markus Murmann vorgeworfen, dass Gafners Abtransport 20 Minuten benötigte und sich die Pistenkommandos über die Gestürzten noch lustig gemacht hätten.[76][77][78][79]
- Markus Wasmeier erlebte ein unangenehmes „Déjà-vu“: Nachdem er im Vorjahr zum Saisonschluss in Furano eine Verletzung davon getragen hatte, war dies nun beim Riesenslalom in Saalbach-Hinterglemm erneut: er stürzte im ersten Lauf, zog sich eine Innenbandzerrung im linken Knie und Prellungen zwischen dem siebten und achten Rückenwirbel zu.[80]

### Sonstige Vorkommnisse
- Vom ORF hieß es, dass es von den Weltcuprennen verstärkt Live-Übertragungen geben werde, was letztlich aber nur auf die Europarennen zutraf (wobei aber Åre am 19./20. März total fehlte, und diverse Rennen zeitversetzt, sonntags in einer als Tageszusammenfassung konzipierten Sendung mit dem Titel «Sportnachmittag», ausgestrahlt wurden); Annemarie Moser-Pröll und Franz Klammer waren als Co-Kommentatoren gewonnen worden.[81][82]
- Das bisher größte Debakel in einer Herren-Abfahrt erlebte der ÖSV am 7. Dezember in Val d'Isère, als Peter Wirnsberger Dreizehnter wurde (damit wurde Rang 10 von Leonhard Stock vom Vorjahr in Gröden übertroffen; allerdings war auch einmal Karl Schranz, u. zw. am 31. Januar 1971 in Megève, als bester ÖSV-Herr auf Rang 10 zu finden gewesen). TV-Co-Kommentator Franz Klammer sah den Grund darin, dass sich die ÖSV-Läufer „durch Schläge und Wellen zu sehr aus dem Rhythmus bringen lassen, nicht in der Hocke bleiben“. Demgegenüber schafften zwei Franzosen mit hohen Nummern den Sprung in die «Top Ten»: Christophe Plé (beste obere Zwischenzeit) mit Nr. 65 auf Rang 6, Luc Alphand auf Rang 10.[83][84][85][86] Es sollte aber dann noch am 23./24. Januar 1988 bei beiden Leukerbad-Abfahrten mit jeweils Rang 22 (einmal Anton Steiner, einmal Rudolf Huber – jeweils über 2 Sekunden Rückstand) noch viel schlimmer kommen, dabei war nach Rang 2 für Leonhard Stock und Rang 1 für Armin Assinger in den beiden Trainingsläufen Optimismus durchaus berechtigt gewesen[87][88] – im Rennen am 23. Januar kamen die renommierten Wirnsberger, Stock und Höflehner auf die Ränge 68, 73, und 77 – und es konnte noch eine Erklärung gefunden werden (Neuschnee; das später hervortretende Eis machte die Piste schneller – auch die SSV-Elitefahrer blieben punktelos, doch der SSV wurde durch Bernhard Fahner und Luc Genolet auf den Rängen 4 und 7 «herausgerissen»; für den italienischen Verband war es der erste Dreifach-Abfahrtssieg überhaupt). Für den 24. Januar gab es aber auch viele Fahrfehler zu erkennen. Diese Platzierungen blieben bis dato die Schlechtesten in Abfahrtsrennen der ÖSV-Herren. Bis auf Sieger Mair (Nr. 10) hatten fast alle in den Top 15 klassierten Läufer hohe Startnummern: Piantanida 25, Perathoner 47, Fahrner 43, Belczyk 26, auf Rang 7 Genolet 53, auf 8 Eriksson 60, auf Rang 10 Moar 52, auf 11 Bernie Huber 71, auf 12 Kitt 69, auf 14 Culturi 50 und auf 15 Zehetner 23.[89]
- Beim Riesenslalom in Alta Badia am 13. Dezember traten Marc Girardelli und Ingemar Stenmark (Rang 20) zum zweiten Durchgang nicht mehr an (zu Girardelli hieß es, dass sich die Strapazen der letzten Abfahrtswoche bemerkbar gemacht hätten).[90]
- Christa Kinshofer gab – nach ihrem mehrjährigen Abstecher zum niederländischen Skiverband – ein erfolgreiches Comeback beim DSV, wobei es kurios war, dass dessen Trainer Klaus Mayr die Rosenheimerin 1980 zu olympischen Slalomsilber geführt hatte und nun auch wieder beim DSV arbeitete.[91]

Es war zwar kein Premierensieg, aber für Kinshofer kam der Sieg beim Slalom in Piancavallo am 19. Dezember fast einem solchen gleich – sie war nach dem 1. Lauf auf Rang 6 gelegen – auch ihre Start-Nr. 23 bewies, dass sie als Außenseiterin ins Rennen gegangen war (und mit Nr. 41 und Nr. 30 konnten Patricia Chauvet, diese mit sensationeller Bestzeit noch von Rang 18 aus, und Veronika Šarec die Gunst der Stunde nützen und erstmals das Podest erklimmen).
- Beim Damen-Super-G in Lech am 9. Januar hatten vier Läuferinnen des ÖSV, darunter Siegerin Sigrid Wolf, ihre Startnummern mit Sicherheitsnadeln fixiert, was zu Disqualifikationen durch den für die Damen-Rennen zuständigen FIS-Funktionär Heinz Krecek führte. Diese Maßnahmen wurden beim 36. FIS-Kongress im Juni 1988 in Istanbul bestätigt.[94][95]
- Mit Start-Nr. 35 auf Rang 3 kam Petra Kronberger am 14. Januar 1988 bei der ersten Abfahrt in Zinal.[96]
- Trainer Roland Francey wurde vom französischen Alpindirektor Jean-Pierre Puthod gefeuert; es hieß, Francey wollte nach Österreich wechseln, doch niemand beim ÖSV wusste davon etwas. Es wurde gemunkelt, Puthod sei auf Francey „eifersüchtig“ gewesen. Offiziell wurde Francey weiterhin durch FFS-Präsident Chevallier in seinem Amt bestätigt.[97]
- Der Super-G in Leukerbad am 25. Januar mit Sieg von Felix Belczyk (siehe bitte dazu Artikel „Premierensiege“) hätte bei den herrschenden Wetterverhältnissen nicht gefahren werden dürfen. Zur ursprünglichen Startzeit 13.30 h war das Rennen nach nur einem Läufer (Linneberg) um eine Stunde verschoben, die Läufer der Gruppe 1 lagen auf Grund der bei ihnen herrschenden äußerst schlechten Sichtverhältnisse im Nachteil, der italienische Verband legte einen Protest gegen die Wertung ein.[98]
- Das Silberkrugrennen in Bad Gastein wurde von der Schweizer Presse wegen schlechter Organisation hart kritisiert; Michela Figini wurde mit der Aussage, „jedes Regionalrennen in der Schweiz sei besser organisiert als diese Prüfung“ zitiert.[99]
- Peter Dürr mit Nr. 27 war der Überraschungsfahrer auf der wiederum recht schweren Abfahrt auf der Planai am 29. Januar; er fuhr (mit altem Rennanzug) noch auf Platz 3, holte erstmals Weltcuppunkte seit 1983/84 und sprengte den sicher geglaubten Dreifach-Erfolg der Schweiz.[100][101][102]
- Beim Damen-Riesenslalom von Kranjska Gora am 30. Januar hatte es eine Stunde vor Rennbeginn in Strömen geregnet, dann setzte starker Schneefall ein, zudem herrschte dichter Nebel. Die Schweizer Damen wollten eine Absage, andererseits kämpften aber noch einige Läuferinnen um das Olympiaticket – deshalb wurde das Rennen durchgepeitscht. Für Anita Wachter gab es erstmals in ihrer Weltcupkarriere, damit nach drei Jahren, mit Rang 3 eine „Riesen“-Podestplatzierung.[103]
- Die Anreise der Herren aus Oppdal zum Finale in Saalbach-Hinterglemm (es war wegen der Einschiebung des zusätzlichen Riesenslaloms ein Tag weniger Pause), gestaltete sich zu einer «Odyssee»: Nach 10 Stunden Bahnfahrt nach Oslo, Flug nach München über Frankfurt am Main und erneuter Autofahrt ins Glemmtal, kamen sie am späten Nachmittag des 23. März, also einen Tag vor dem Super-G, an.[104]
- Die Finalbewerbe galten für die Veranstalter zudem auch als Werbung für die Kandidatur für die Weltmeisterschaften 1991.[105]
- Rang 4 im finalen Super-G am 24. März war für Hans Enn, der seine Karriere hatte beenden wollen, Anlass, diese fortzusetzen (diese Platzierung verschaffte ihn für die kommende Saison einen Platz in der ersten Startgruppe).[106]

### Statistisches
- Die Schweizer Damen gewannen alle acht Saisonabfahrten, und mit 16 Siegen insgesamt bauten sie ihren Vorsprung auf jene des ÖSV (4 Siege) dementsprechend auf einen Vorsprung von 38 Siegen (167 zu 129) aus.
- Erstmals einen Podestplatz gab es für Japan durch Rang 2 von Tetsuya Okabe im Slalom von Oppdal am 22. März.
- Während Italiens Herren zehn Siege (dazu je 4 zweite und dritte Plätze) errangen, blieben die Damen des F.S.I. ohne Podestplatz; bis auf einen zweiten Platz bei den Herren konnte der US-Verband keinen weiteren Rang in den ersten Drei belegen.
- Erst in der 5. Saison des 1982/83 eingeführten Super-G kamen die österreichischen Damen (Sigrid Wolf am 28. November in Sestriere) zum ersten Sieg in dieser Disziplin.
- Den ersten Weltcuppunkt für Chile überhaupt holte Nicole Linneberg mit Rang 15 im Slalom in Aspen am 6. März; sie hatte 20,41 Sekunden Rückstand auf Siegerin Roswitha Steiner (damals gab es noch keine «Acht-Prozent-Einschränkung»). Der besagte Slalom brachte auch eine große Ausfallsquote, denn von 60 im ersten Lauf gestarteten Läuferinnen fielen 38 in dem vom französischen Trainer Gilles Brenier gesteckten Kurs aus.[107]

## Die Weltcup-Entscheidungen
Herren:

Gesamtweltcup:

Die Reihenfolge der «Top Ten» nach den Dezember-Rennen lautete: 1) Tomba 125, 2) Zurbriggen 91, 3) Mader 45, 4) Strolz 42, 5) Nierlich 40, 6) Mayer 37, 7) ex aequo Boyd, Pramotton & Stenmark je 36, 10) Pieren 33.

Vor den olympischen Spielen (mittlerweile 20 Bewerben) lag Zurbriggen mit 219 Punkten knapp vor Tomba mit 213; es folgten Hubert Strolz (113), Mader (111) und Markus Wasmeier (107).

Nach dem USA-Trip, wo Tomba, der im Super-G in Beaver Creek Fünfter geworden war und gleich in seinem ersten „großen“ Jahr im Weltcupgeschehen die Chance auf den Sieg hatte, erklärte der italienische Skikarrieremacher angesichts dessen, dass Zurbriggen hier nur Vierter geworden war (und auch in der Abfahrt nicht sehr viele Punkte gesammelt hatte), „alles im Griff zu haben“.

Danach ging es nur für die Herren noch nach Schweden und Norwegen. Pirmin Zurbriggen führte mit 236 zu 223 Punkten vor Tomba; Markus Wasmeier und Günther Mader nahmen mit 127 und 121 Punkten die weiteren Plätze ein, die zu diesem Zeitpunkt (5 Rennen vor Schluss) von der Theorie her noch den Gesamtsieg zugelassen hätten, aber die beiden waren schon längst geschlagen.

Die endgültige Entscheidung fiel erst im Finale in Saalbach-Hinterglemm, wo der Italiener seine Chancen jedoch mit zwei Ausfällen in seinen Spezialdisziplinen vertat. Er war dank des Slalomsieges in Oppdal am 22. März mit 274 zu 272 am allerdings mit Rang 4 stark aufzeigenden Pirmin Zurbriggen vorbeigezogen und schien gegenüber diesem nach dem ersten Bewerb, den Super-G vom 24. März, mit Rang 9 (gegenüber den als Mitfavoriten in dieses Rennen gegangenen und letztlich auf Rang 5 klassierten Zurbriggen, der wohl nun mit 2 Punkten – 283 zu 281 – die Führung zurückgeholt hatte) im Vorteil zu liegen. Doch Tomba schied am 25. März bei dichtem Schneetreiben im Riesentorlauf bereits im 1. Lauf aus, während Zurbriggen Dritter wurde und damit den Vorsprung auf 17 Punkte ausbaute (ihm allerdings von Landsmann Martin Hangl, der zweimal Laufbestzeit fuhr, durch dessen Überraschungssiegen einige Punkte „gestohlen“ wurden). Am 26. März im Slalom führte Tomba sogar nach dem ersten Lauf, doch erneut ereilte ihn (nach nur 15 Sekunden) ein Ausfall. Dass Zurbriggen in diesem Rennen noch Vierter wurde, war unerheblich; dies vergrößerte dessen Differenz auf den Italiener um weitere 12 Punkte (es hätte ihm bei einem Tomba-Sieg allerdings Rang 7 genügt...).
Abfahrt:

85 Punkte nach den ersten vier Rennen waren der Schlüssel zu Zurbriggens Erfolg. In derselben Zeit machte der schlussendlich auf Rang 2 aufscheinende Südtiroler Michael Mair 41 Punkte, er holte zwar mit dem Sieg (beim für das italienische Team historischen Dreifacherfolg) in Leukerbad 25 Zähler auf – und inkl. Leukerbad lautete der Punktestand Rob Boyds 56, doch beiden gelang nicht das erforderliche Finish. Dieses legte zwar Franz Heinzer mit 87 Punkten in fünf Rennen hin, doch hatte er zuvor in den ersten fünf (mit nur einem neunten Rang zum Start in Val-d’Isère) zu viel Rückstand aufgerissen, so dass es nur mehr für Endrang 3 reichte.

Super-G:

Zwar ohne Saisonsieg, holte Pirmin Zurbriggen erneut die Super-G-Wertung – mit einem Punkt Vorsprung auf Markus Wasmeier, der seine Chance im Finale in Saalbach-Hinterglemm verpasste. Der Schlierseer war nach Beaver Creek mit 57 Punkten zehn Zähler vor Zurbriggen gelegen, Rang 3 wurde von Piccard mit 45 eingenommen; die weiteren (ab Belczyk mit 27 Punkten auf Rang 4) konnten nicht mehr eingreifen.

Riesenslalom und Slalom:

Beide Disziplinen gingen an Alberto Tomba, im Slalom hatte er noch mit Startnummern außerhalb der ersten Startgruppe beginnen müssen (Nr. 25 in Sestriere und 24 in Madonna).

Im «Riesen» war der Vorsprung in der Endabrechnung zwar etwas gering, aber er befand sich dank dessen, dass sich die Konkurrenten etwas die «big points» wegnahmen, nie in großer Gefahr. Zwar hätte Hubert Strolz mit einem Sieg im Abschlussrennen noch punktemäßig aufschließen können (da wäre jedoch die höhere Zahl an Siegen für «La Bomba» zum Tragen gekommen), viel ärgerlicher für ihn selbst war allerdings sein «zero punti» im besagten Rennen, was ihn praktisch schon den Gesamterfolg gekostet hatte.

Im Slalom dominierte Tomba eindeutig, kam in 8 Rennen zu 6 Siegen und einmal Rang 2. Ausgerechnet im Finale fiel er aus (was zwar letztlich nicht mehr die ganz große Bedeutung hatte).
Damen:

Gesamt:

Im Gesamtweltcup führte zum Jahreswechsel Michela Figini mit 92 Punkten vor Fernández-Ochoa (75), Wachter (70), Oertli und Wolf (je 66), Walliser (56), Gerg und Svet (je 52) und Kinshofer und Ladstätter (je 47) (Quelle: siehe bitte Herren!).

Nach den Januar-Rennen (es waren 22 Entscheidungen absolviert und es war dies vor der Reise zu Olympia nach Calgary) gab es eine ex-aequo-Führung von Figini und Schneider mit je 185 Punkten vor Oertli (173), Fernández-Ochoa (154), Wachter (147) und Walliser (143) (Quellen: siehe bitte Herren).

Eine große (unvorhersehbare) Entscheidung fiel (und damit auch verbunden mit Einzeldisziplinen), als durch die Verletzungen von Vreni Schneider und Maria Walliser in der am 4. März ausgetragenen und nach elf Läuferinnen abgebrochenen Abfahrt in Aspen (siehe bitte dazu auch den Artikel «Verletzungen») zwei Konkurrentinnen aus der Punktekampagne genommen wurden. (Dass vielleicht die schon vor Saisonbeginn verletzte Ex-Gesamtweltcupsiegerin McKinney auch ein Wörtchen hätte mitreden können, muss unbeantwortet bleiben.)

Michela Figini war als jeweils Führende – Gesamtwertung mit 185 (ex aequo mit Schneider) und Abfahrtswertung mit 109 Punkten – nach Aspen gekommen. Walliser hatte 82 Punkte als Zweite in der Abfahrts- und 143 Punkte als Sechste in der Gesamtwertung aufgewiesen, Schneiders weitere Punktestände, womit sie jeweils führte, waren 76 im Riesenslalom und 80 im Slalom gewesen.

Nach diesem fatalen Wochenende gab es nur mehr ein Wechselspiel zwischen Figini und ihrer Teamkollegin Brigitte Oertli, wobei Figini dank ihrer Siege in Super-G und Abfahrt in Rossland (12./13. März) sich die Führung mit 244 zu 226 Punkten von Oertli (nur Rang 12 im Super-G) zurückholte, und diese 18 Punkte Abstand hatten dank dessen, dass beim Final-Riesenslalom am 23. März Figini (auf Rang 43 im ersten Lauf nicht für den zweiten Durchgang qualifiziert) und Oertli (Platz 16) punktelos blieben, weiterhin Bestand und veränderten sich nicht mehr, da die noch für 27. März geplante Abfahrt am 24. März gestrichen werden musste.
Abfahrt:

Michela Figini lag schon nach zwei Rennen voran und gab diese Führung – auch dank dessen, dass Maria Walliser schon im zweiten Rennen (der von den hohen Startnummern beeinflussten zweiten Abfahrt in Val d'Isère am 5. Dezember) punktelos geblieben war und in den nächsten beiden mit 22 Punkten nicht entscheidend dagegenhalten hatte können – nicht mehr ab. Vor den letzten beiden Abfahrten hatte sie 109 Punkte; Oertli lag 25 Zähler dahinter – und sie konnte zwar nach dem Sieg in Aspen etwas aufholen (nun führte Figini mit 118 zu 99), doch half ihr dann Rang 2 in Rossland deshalb wenig, weil Figini dort siegte und mit 24 Punkten Vorsprung praktisch nicht mehr einholbar war. Somit hatte die Absage der Abfahrt in Saalbach-Hinterglemm diesbezüglich keine Auswirkung.
Super-G:

Die «Stecknadel-Affäre von Lech» (Protest durch den deutschen Damentrainer Klaus Mayr nach Mitteilungen durch die Physiotherapeutinnen des DSV, Traudl Münch, und des SSV, Liselotte Schlumpf) hatte schlussendlich keine Auswirkung auf das Endresultat in der Disziplinenwertung: Sylvia Eder als letztlich Wertungszweite hatte dort als Zehnte durch die Disqualifikation sechs Punkte verloren (und es wäre spekulativ, nach ihrer – in diesem Artikel an anderer Stelle erwähnten – Bad Gastein-Verletzung zum sechsten Rang in Rossland eine Verbindung herzustellen. Für die vermeintliche Lech-Siegerin Sigrid Wolf wäre es sich zwar nur um einen Zähler nicht ausgegangen, denn sie hätte einen Endstand von 61 Punkten verbucht; Figini wäre als Vierte mit 12 Punkten (statt 15 für Rang 3) gratifiziert worden und hätte mit 62 Punkten abgeschlossen. Es war eigentlich nur Georg Kuntschek, Berichterstatter der »Salzburger Nachrichten«, der Vorwürfe an den ÖSV richtete, weil dieser mit dem Anbringen der Stecknadeln sehr sorglos gehandelt habe (Siehe Ausgabe Nr. 7 vom 11. Januar 1988, S. 13 – mit Titeln „40 Weltcuppunkte leichtfertig verschenkt“, „Zur Weltcup-Premiere ein handfester Eklat“ und der Glosse „Traurige Perspektiven“
Riesenslalom:

In Aspen ging zwar Catherine Quittet dank Rang 6 mit 78 Punkten gegenüber der zum Zusehen verurteilten Vreni Schneider (76) in Führung, Mateja Svet setzte sich durch Rang 4 mit 62 Punkten auf den dritten Zwischenrang – und mit dem Sieg im abschließenden Riesenslalom am 23. März, wobei sie gleichmäßig jeweils Laufdritte geworden war, holte Svet als erste Dame des jugoslawischen Verbandes eine «kleine Weltcupkugel» (nachdem dies das Jahr zuvor bei den Herren durch Bojan Križaj bereits gelungen war). Sie profitierte selbstverständlich auch davon, dass Quittet ohne Punkte blieb.

Slalom:

Wie u. a. Svet im Riesenslalom, konnte auch Roswitha Steiner die verletzungsbedingte Abwesenheit von Vreni Schneider nützen und konnte zum zweiten Mal in ihrer Karriere mit ihrem Erfolg im letzten Saisonslalom in Aspen (wobei es sogar einen vierfachen ÖSV-Sieg gab, womit der «Dreifache» vom Saisonauftakt im Courmayeur noch überflügelt wurde; zudem gab es, nach bisher bereits drei französischen Damen-Vierfach-Slalomsiegen, erstmals einen für Österreich) die Disziplinenwertung erringen.

### Rennen nur für den Nationencup
Die ersten beiden Parallelslaloms wurden am 22. Dezember in Bormio (es ging offiziell um Geldpreise) zugunsten der Unwettergeschädigten nach dem Bergsturz am 28. Juli im Veltlin gefahren. wobei die Schweiz sowohl bei den Damen mit Brigitte Oertli vor Corinne Schmidhauser und Michela Figini als auch bei den Herren mit Zurbriggen vor Joël Gaspoz und Martin Hangl zu Dreifachsiegen kam, dies vor Christa Kinshofer bzw. vor Roland Pfeifer und Hubert Strolz.

Die nach den Einzelrennen noch am 28. März ausgetragenen Parallelslaloms brachten Siege für Christina Meier vor Ulrike Maier, Roswitha Steiner und Brigitte Örtli bzw. Alberto Tomba vor Pirmin Zurbriggen, Helmut Mayer und Leonhard Stock – und waren für die Entscheidung im Nationencup ausschlaggebend (siehe bitte unter «Das Rennen um die Weltcupkugeln»).

### Rücktritte
- Bill Johnson, von dem man lange nichts mehr gehört hatte, und der noch im Dezember in Val-d’Isère in den Weltcup zurückgekehrt war,[131] erklärte nach den Abfahrten in Vail seinen Rückzug aus dem US-Skiteam und kündigte an, am nordamerikanischen Kontinent eine Profi-Abfahrtsserie zu organisieren.[132][133]
- Auch Laurie Graham, Małgorzata Mogore-Tlałka sowie die Olympiasiegerinnen Marina Kiehl, Debbie Armstrong und Paoletta Magoni bzw. Ivano Edalini, Guido Hinterseer, Christian Orlainsky und Anton Steiner traten zurück. Weiters waren es Bojan Križaj, der im Final-Slalom am 26. März bereits im ersten Durchgang vor dem Ziel die Skier abschnallte, Andreas Wenzel und Roswitha Steiner, die ihre Rennfahrer-Laufbahn beendeten.[134]